# Гребенюк, Евтей Моисеевич
Евтей Моисеевич Гребенюк (1900-1944) — старший сержант Рабоче-крестьянской Красной Армии, участник Великой Отечественной войны, Герой Советского Союза (1945).

## Биография
Евтей Гребенюк родился 8 (по новому стилю — 20) марта 1900 года в селе Волосское (ныне — Деражнянский район Хмельницкой области Украины) в крестьянской семье. В 1914 году вместе с родителями переехал в деревню Фоминичи Кировского района Калужской области, в годы коллективизации активно участвовал в создании колхоза «Красная Весна». Добровольно отправился в село Фёдоровка Мелитопольского района Запорожской области, где также участвовал в создании колхоза, был в нём председателем. В сентябре 1941 года Гребенюк был призван на службу в Рабоче-крестьянскую Красную Армию. С октября того же года — на фронтах Великой Отечественной войны. Принимал участие в боях на Западном, Закавказском, Северо-Кавказском фронтах. В марте 1942 года был ранен, до января 1943 года лечился в госпитале. Участвовал в освобождении Краснодарского края, Таманского полуострова, Крыма. К июню 1944 года гвардии старший сержант Евтей Гребенюк был помощником командира взвода 85-го гвардейского стрелкового полка 32-й гвардейской стрелковой дивизии 2-й гвардейской армии 1-го Прибалтийского фронта. Отличился во время Шяуляйской операции.
20 августа 1944 года тридцать немецких танков атаковали позиции полка, в котором служил Гребенюк, на реке Дубиса в Кельмеском районе Литовской ССР. Заменив собой выбывшего из строя командира взвода, Гребенюк руководил отражением вражеской атаки, в которой уничтожил три танка и около тридцати солдат и офицеров противника. В строю после отражения контратаки осталось только пятеро бойцов. Во время второй контратаки Гребенюк с бойцами отрезал вражескую пехоту от танков, заставив противника отступить. В бою Гребенюк был ранен в лицо, но поля боя не покинул, продолжая сражаться. Когда, перегруппировавшись, противник перешёл в новую контратаку, остатки взвода продолжали держаться. Когда кончились боеприпасы, Гребенюк обвязал себя последними гранатами и бросился под немецкий танк. Подошедшие подкрепления помогли отбить контратаку. Гребенюк был похоронен в городе Кельме.

В 4-й стрелковой роте сержант Евтей Моисеевич Грибенюк, спасая товарищей, бросил противотанковую гранату под гусеницы фашистского танка, который приблизился почти вплотную и подорвал его. Звание Героя Советского Союза ему присвоено посмертно.
— Герой Советского Союза  Маршал Советского Союза   Баграмян И.Х.  Так  шли мы к победе. -  М: Воениздат, 1977.- С.412.
Указом Президиума Верховного Совета СССР от 24 марта 1945 года за «мужество, отвагу и героизм, проявленные в борьбе с немецкими захватчиками» гвардии старший сержант Евтей Гребенюк посмертно был удостоен высокого звания Героя Советского Союза. Также был награждён орденами Ленина, Красной Звезды, Славы 3-й степени, а также рядом медалей.
В честь Гребенюка установлен обелиск на воинском кладбище населённого пункта Бубяй в Литве.